# Wheeler-barkochba
A Wheeler-barkochba egy John Archibald Wheeler nevéhez fűződő játék, mely a Baldwin-hatás modellezésére használható.

## Lényege
- Szükséges egy több főből álló társaság, akik a klasszikus barkochba játék egy módosított változatát fogják játszani.
- Adott egy kérdező, aki kimegy a szobából, amíg a többiek megállapodnak abban, hogy nincs egyetlen konkrétum sem, amit a kérdezőnek ki kellene találnia, de ő ezt nem tudhatja.

A játék legfontosabb elve, hogy amikor a kérdező visszajön, és elkezdi feltenni a szokásos kérdéseket (tárgy?; fogalom?; stb.), a kérdésre mindig csak egy véletlenszerűen kiválasztott játékos felelhet a saját szája íze szerint (hiszen korábban nem állapodtak meg semmilyen konkrét kitalálandó dologban), illetve a kérdésre adott igen/nem válasznak összhangban kell lennie a korábban feltett kérdésekre adott válaszokkal.
Ha a játékot helyesen játsszák, akkor a huszadik kérdés környékén a kérdező rá fog kérdezni a megoldásra, amit az adott válaszok tükrében a teremben található összes játékos helyesnek fog vélni, annak ellenére, hogy korábban nem állapodtak meg egyetlen megoldásban sem.

## Kapcsolata aBaldwin-hatással
- A kérdező (gén, egyed, populáció, vagy faj) szembesül sorban egymás után a kérdéseire adott válaszokkal. (Ezáltal keresi a számára mind megfelelőbb környezetet vagy feltételeket.)
- A kérdező egyre közelebb kerül a helyes válaszhoz.
  - Ha a kérdező a huszadik kérdés táján helyesen kérdez rá a válaszra, akkor elérte az adott környezethez való alkalmazkodás optimumát.
  - Ha jóval a huszadik kérdés előtt kérdez rá a válaszra helyesen, akkor jelentős szelekciós előnyre tett szert a játék során.
  - Ha csak bőven a huszadik kérdés után kérdez csak rá a válaszra helyesen, jelentős szelekciós hátrányban van versenytársaihoz képest.